# Nar-Anon

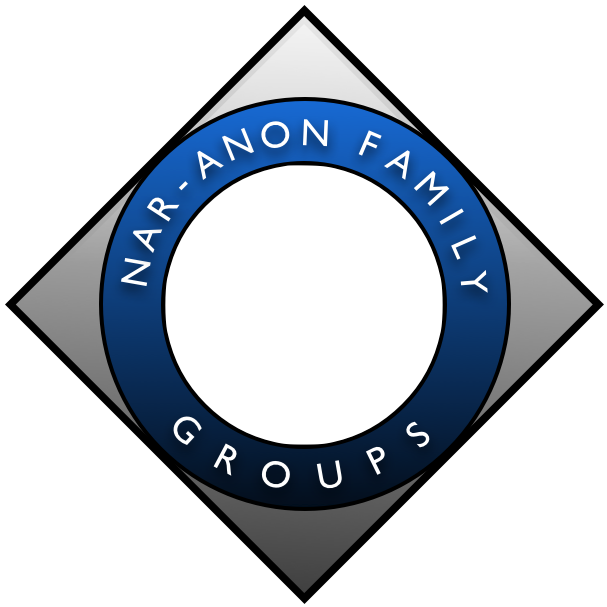
Logo

Nar-Anon is een twaalfstappenprogramma voor vrienden en familie wier leven beïnvloed is door de verslaving van iemand in hun omgeving.
Nar-Anon helpt vrienden en familie in te zien dat emoties als overbezorgdheid, woede, ontkenning en schuldgevoelens ten opzichte van de verslaafde, die door hen gevoeld worden, alleen maar ten nadele van henzelf werken, en geen effect hebben op de verslaafde, noch de situatie verbeteren.
De nadruk wordt verlegd van de verslaafde naar het eigen leven. Eigen emotionele lasten worden verlicht door ervaring, kracht en hoop te delen met anderen.
Het programma, dat niet religieus maar een spirituele manier van leven is, is gebaseerd op de twaalf voorgestelde stappen van NA-Anonieme Verslaafden (Eng.: Narcotics Anonymous, N.A.). 
Alhoewel niet verbonden aan welke andere organisatie dan ook, is Nar-Anon vergelijkbaar met andere Familie Groepen,zoals Al-Anon, Anonieme Families (Eng.: Family Anonymous, N.A.) en gebaseerd op dezelfde Twaalf stappen, en Twaalf Tradities. 
De eerste Nar-Anon bijeenkomst was in Studio City, Californië, Verenigde staten door Alma B. In 1971 werd de naam van "Nar-Anon Family Group Headquarters, Inc." officieel geregistreerd.
Sinds januari 2005 is Nar-Anon ook in Nederland actief.